# 月亭天使
月亭 天使（つきてい てんし、8月26日 - ）は、日本の落語家。血液型はB型。本名は福田 和栄。

## 来歴・人物
大阪府豊中市出身。大阪府立渋谷高等学校、龍谷大学文学部哲学科を卒業後、出版社勤務。大阪シナリオ学校で漫才・落語の台本を学んだ後、2008年から天満天神繁昌亭にてアルバイト。その傍ら、新作落語の会「もぎた亭」に参加したり、ピッコロ演劇学校で演劇を学ぶ。
2010年2月16日に月亭八天（現：7代目月亭文都）に弟子入り。「天使」の名は師匠の当時の名・八天の字を取ったもので、師匠によって名づけられた。
この弟子入りにより、天使の大師匠（月亭八方）の大師匠に当たる3代目桂米朝は、現役落語家としては極めて珍しく玄孫弟子を持つこととなった。米朝曰く、東西を含めた落語界で存命中に玄孫弟子を持った例は「おそらくいないだろう」とのこと。なお、同年12月には7代目文都の兄弟子・月亭遊方にも一番弟子・月亭太遊が入門している。
関西の宝塚ファンの落語家が集まるなりきり宝塚劇団「花詩歌タカラヅカ」には「絹越 うの」の芸名で参加。長唄三味線を大師匠八方の娘婿である今藤政之佑に習っている。

## 師匠
- 7代目月亭文都

## 出演
- 日曜落語 〜なみはや亭〜（ABCラジオ、2017年7月30日） - スタジオゲスト
- ラジオ演芸もん（ABCラジオ、2017年10月29日・11月5日）
- 上方落語の会（NHK）
- 第５回門真市民ミュージカル「蓮の夜の夢」（2011年8月）-出演・脚本
- ちはらくご（関西テレビ、2016年）
- とっておき！朝から笑タイム（NHK、2024年7月）コーナー内マクラ大賞優勝